# 资本主义复辟
资本主义复辟，又称为资产阶级复辟，是描述资产阶级在社会主义国家重新执政的术语，“防止资本主义复辟”是中国共产党官方表述的开展四清运动和文化大革命的目的。

## 历史
1919年，列宁在《无产阶级革命和叛徒考茨基》中指出“从资本主义过渡到共产主义是一整个历史时代。只要这个时代没有结束，剥削者就必然存着复辟希望，并把这种希望变为复辟尝试。”
1921年6月5日，亚·米·柯仑泰在共产国际第三次世界代表大会上发言说：“我们正在使资本主义有可能在俄国复辟”。
1936年第四国际第一次筹备会议通过的提案说：“继承权的问题引起了进一步扩大私有财产范围的问题。这是资本主义复辟的可能渠道之一。”托洛茨基也用过“资本主义复辟”这一概念，他认为“堕落的工人国家”被“斯大林式官僚”控制是资本主义复辟的第一阶段。
1962年11月12日，刘少奇对组织部负责人讲话说：“多数党员，多数工人、农民是要搞社会主义，不愿意资本主义复辟，不愿意搞修正主义”。1963年5月9日，毛泽东在对浙江省委《一批干部参加劳动的材料》的批语中说：“照此办理，那就不要很多时间，少则几年、十几年，多则几十年，就不可避免地要出现全国性的反革命复辟，马列主义的党就一定会变成修正主义的党，变成法西斯党，整个中国就要改变颜色了。”
《九评》认为，赫鲁晓夫修正主义为资本主义复辟开辟了道路，《九评》总结出“防止资本主义复辟”经验十五条，成为文革的先导。毛泽东将文革的必要性概括为：“这次无产阶级文化大革命，对于巩固无产阶级专政，防止资本主义复辟，建设社会主义，是完全必要的，是非常及时的。”

## 相关书籍
- 新谷明生、足立成男、佐久間邦夫、原田幸夫著，余以谦译，《蘇聯是社會主義國家嗎——日本留蘇學生座談蘇聯現代修正主義的實況》，香港：三联书店，1969
- 哈尔滨师范学院图书馆参考部，《苏联资本主义复辟的经济基础》，黑龙江人民出版社，1975-9
- （美）革命联盟著，上海外国语学院译，《资本主义是怎样在苏联复辟的》，上海人民出版社，1975-7
- 柯雄编，《苏联国内资本主义复辟纪事(1953-1973)》，生活·读书·新知三联书店，1975-12（内部发行）
- 《看，今天的苏联——资本主义全面复辟》，上海人民出版社，1975-12
- （美）革命联盟著，上海外国语学院译，《苏联是怎样蜕变为社会帝国主义国家的》，上海人民出版社，1976-4
- 龚良佐，《苏联是怎样蜕变为社会帝国主义国家的》，上海人民出版社，1976-4
- 王文修，《苏联资本主义复辟纪事 苏修推行新殖民主义的工具——“经互会”》，生活·读书·新知三联书店，1978
- 中国社会科学院经济研究所苏联经济问题研究组，北京科学仪器厂工人理论组编译，《苏联资本主义复辟纪事 赫鲁晓夫和勃列日涅夫的“经济改革”》，北京：生活·读书·新知三联书店，1978-02
- 韩丁，《大逆转——中国的私有化》（The Great Reversal: The Privatization of China）
- Michel Chossudovsky，《Towards Capitalist Restoration?: Chinese Socialism After Mao》，1986
- 马丁·哈特－兰兹博格（Martin Hart-Landsberg）和保罗·柏克特（Paul Burkett），《中国与社会主义：市场改革和阶级斗争》